# 大歩危橋
大歩危橋（おおぼけばし）は、吉野川に架かる徳島県道45号西祖谷山山城線（徳島県道163号大歩危停車場線重複）のアーチ橋。東岸は徳島県三好市西祖谷山村徳善。西岸は同県同市山城町上名。

## 沿革
- 1973年（昭和48年） - 完成。架橋前は歩危観橋（ほけみばし）と呼ばれる1車線の吊橋が架かっており、人だけでなく、対岸の大歩危駅から貨物列車で出荷される牛もこの橋を渡った。

## 橋の概要
- 橋長：165 m
- 有効幅員：7.5 m
- 完成：1973年（昭和48年）

## 周辺
- 大歩危
- 国道32号 - 西詰で接続する道路
- 大歩危駅 - JR土讃線